# T.J. Oshie
Timothy Leif Oshie, detto T.J. (Mount Vernon, 23 dicembre 1986), è un hockeista su ghiaccio statunitense professionista nei Washington Capitals  che milita nella National Hockey League.